# Andrea Forti
Andrea Forti (Venezia, 14 maggio 1962) è un ex cestista e procuratore sportivo italiano.

## Carriera
Guardia tiratrice di 200 cm per 83 kg, ha giocato in Serie A con Mestre, Treviso, Livorno, Libertas Pallacanestro Livorno, Pistoia, Montecatini e Fabriano.

## Palmarès
- Promozione in Serie A1: 3
Basket Mestre: 1978-79, 1980-81; Libertas Livorno: 1985-86.